# Liste der Mitglieder der National Academy of Sciences/1873
Im Jahr 1873 wählte die National Academy of Sciences der Vereinigten Staaten 10 Personen zu ihren Mitgliedern.

## Neugewählte Mitglieder
- Theodore N. Gill (1837–1914)
- F. V. Hayden (1829–1887)
- T. Sterry Hunt (1826–1892)
- Elias Loomis (1811–1889)
- Joseph Lovering (1813–1892)
- William A. Norton (1810–1883)
- Edward C. Pickering (1846–1919)
- William Sellers (1824–1905)
- Joseph Janvier Woodward (1833–1884)
- Louis de Pourtales (1824–1880)